# Welon (ryba)

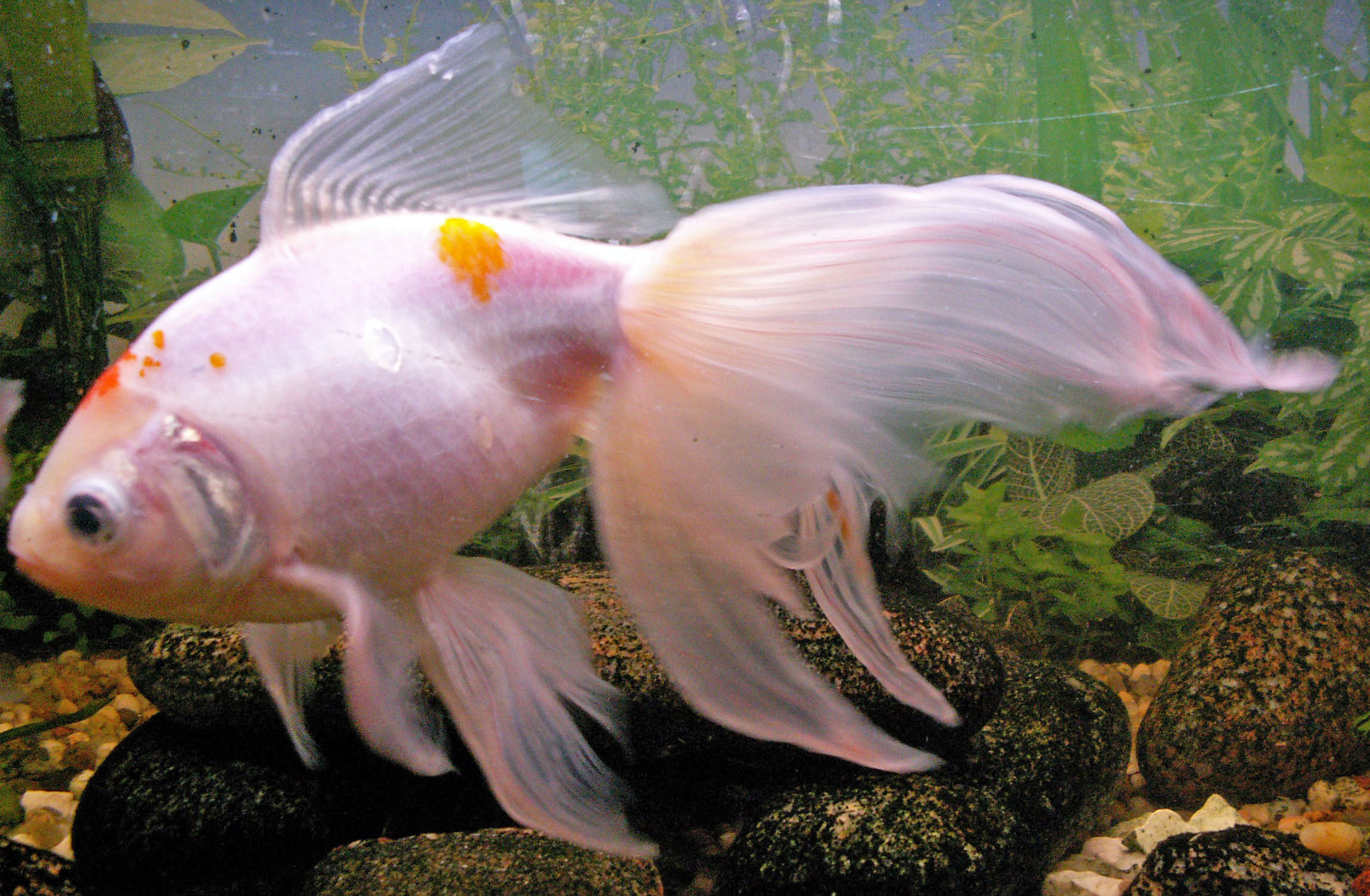
Odmiana welonowa.

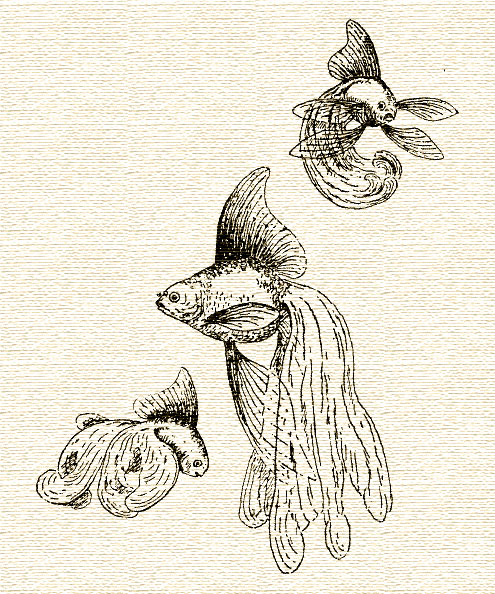
Ryba welon jako motyw ilustracyjny

Welon (potocznie welonka) – jedna z odmian karasia. Wyhodowane zostały w wyniku wieloletniej hodowli i selekcji karasia złocistego (Carassius auratus auratus). Są to udomowione ryby akwariowe niewystępujące w środowisku naturalnym. W akwariach wyhodowano odmiany różniące się od siebie barwą. 
Nazwa została nadana przez Williama T. Innesa w roku 1890. Do celów hodowlanych i wystawowych zostały opracowane standardy. W standardzie tym wyodrębniono dwie odmiany: klasyczny welon i tzw. welon jaskółczy.

## Wygląd
Charakteryzuje się krótkim, okrągłym ciałem, z silnie wydłużonymi płetwami o cienkich i elastycznych promieniach płetwowych. Głowa dość krótka i szeroka. Płetwa ogonowa jest bardzo długa, do nasady ogona rozdwojona, w bezruchu swobodnie opada w dół. Płetwa grzbietowa powinna utrzymywać się pionowo. Im dłuższe płetwy, tym wyższa wartość hodowlana ryby.

## Zachowanie
Welony są ruchliwymi rybami. Lubią ryć w podłożu, wyrywając i „przy okazji” niszcząc rośliny. Należą do spokojnych gatunków. Nie powinny przebywać w towarzystwie kąsaczy, które podgryzają im płetwy. 

## Warunki w akwarium
Podobnie jak wszystkie odmiany złotych rybek, welony potrzebują dużego zbiornika z miejscem do pływania. Są dość dużymi rybami dorastającymi do 20 cm długości. Ryba jest aktywna, dużo je i dużo wydala szybko zanieczyszczając tym samym wodę. Wskazana jest zatem tzw. nadfiltracja (zastosowanie filtru o mocy odpowiedniej dla większego zbiornika). Zalecana twardość wody wynosi 6–18 °n, a pH około 7,0. Nie wytrzymują niskich temperatur, dlatego w warunkach klimatu umiarkowanego nie mogą przebywać na zewnątrz budynku.
| Zalecane warunki w akwarium | Zalecane warunki w akwarium       |
| --------------------------- | --------------------------------- |
| Zbiornik                    | minimum 100 l                     |
| Temperatura wody            | 20-25°C okresowy spadek do 15-18. |
| Twardość wody               | do 18°n                           |
| Skala pH                    | 7                                 |
| pokarm                      | żywy, mrożony, suchy              |

## Pokarm
Welony są wszystkożerne. Spożywają każdy dostępny pokarm dla ryb akwarystycznych: dafnia, wodzień, suche pokarmy. Dodatkowo powinny otrzymywać pokarmy roślinne.